# Cultura Đông Sơn

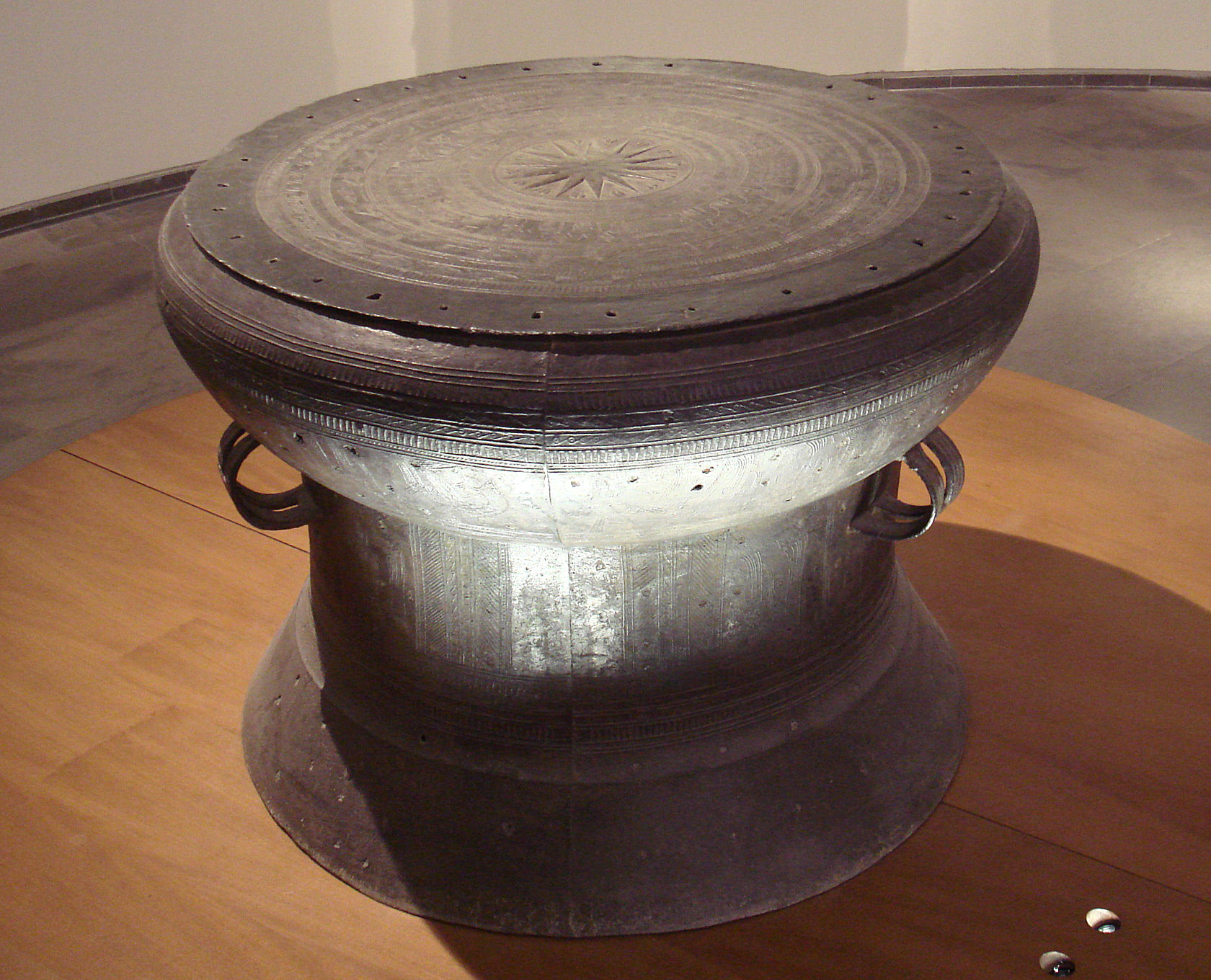
Tambor Dong Son

La cultura Đông Sơn  (literalment cultura de muntanya de l'est) fou una cultura de l'edat de bronze prehistòrica a la zona de l'actual Vietnam, centrada a la vall del riu Roig, al nord del país. En aquella època van aparèixer els primers regnes vietnamites de Van Lang i Âu Lac. La seva influència es va estendre a altres parts de l'Àsia sud-oriental, entre l'any 1000 aC i l'1 aC.
Els membres de la cultura Dong Son, també coneguts com a Lạc o Lạc Việt, eren hàbils en el cultiu de l'arròs, mantenint búfals i porcs, en la pesca i la navegació amb canoes i piragües. També treballaven el bronze, fet que s'evidencia per la multitud de tambors Dôg So'n existents a l'Àsia sud-oriental i al sud de la Xina.
S'han trobat artefactes similars al llarg del riu Mekong, que es remunten al quart mil·lenni aC. La cultura Đông Sơn marcà una forta influència que es veu en tot el territori, des del tambors moko d'Alor d'Indonèsia, d'on se sospita que provenen els tambors originaris, fins al disseny de ganivets Keris.

## Orígens
La cultura đông soŉ es remunta a l'antiga fosa del bronze. La teoria tradicional situa l'inici de la fosa del bronze al nord de la Xina. No obstant això, unes troballes arqueològiques al nord-est de Tailàndia refuten aquesta teoria, deixant en segon lloc la xinesa pel que fa a l'inici de la fosa del bronze. Se sap que la cultura đông soŉ i altres de l'Àsia sud-oriental ja utilitzaven tècniques amb cera per fondre el bronze des de temps remots, potser fins i tot d'abans del primer mil·lenni aC.
Aquesta interpretació és recolzada pel treball dels moderns arqueòlegs vietnamites. Han trobat que els primers tambors de bronze dels đông soŉ estan estretament relacionats en l'estructura bàsica i en el disseny decoratiu amb la ceràmica de la cultura phùng nguyên. No és clar, però, si aquests tambors anaven destinats a cerimònies religioses, per reunir soldats per a la guerra o per a alguna altra activitat secular. Les marques gravades als tambors –imatges, puntes de fletxa- han donat lloc a especular si no es podrien haver usat com a calendari estacional local.
Els tambors de bronze es van construir en proporcions significatives a Vietnam i a parts del sud de la Xina i es van comercialitzar cap al sud i l'oest en llocs com Java i Bali. Així doncs, es consideraven valuosos per pobles de diferents cultures. Els tambors mostren les tècniques avançades usades en la fusió del bronze per a objectes de grans dimensions: el tambor Co Loa requeria la fosa d'entre 1 i 7 tones del mineral de coure i l'ús de fins a 10 grans gresols de fosa alhora. La majoria d'estudiosos coincideixen a assenyalar que el nivell artístic dels tambors assoleix un nivell de perfecció que poques cultures contemporànies podien igualar.

## Expansió de la cultura đông soŉ
El descobriment al segle XVII de grans i elaborats tambors a la part continental i marítima de l'Àsia sud-oriental fou el detonador que alertà els estudiosos occidentals de l'existència a la regió de cultures antigues treballadores del bronze. Amb una varietat que va des de pocs centímetres fins a gairebé dos metres d'alçada i fins al metre vint de diàmetre i sovint amb un pes considerable, aquests tambors són el producte més àmpliament difós de la cultura đông soŉ. Alguns exemples produïts al Vietnam, a més de les obres realitzades localment, s'han trobat al sud de la Xina, al sud-est asiàtic continental, i també a Sumatra, Java, Bali i Irian Jaya.
La funció d'aquests tambors, sovint trobats en tombes, encara és una incògnita: podrien haver estat utilitzats en la guerra, en funerals o en altres ritus cerimonials. Es feien reproduccions en bronze o fang per tancar-los a les tombes. Aquests models petits en bronze tenen la part superior arrodonida, el cos corbat i la base aplanada similar als tambors del Vietnam. El llaç (estrella) central i les quatre petites granotes al timpà són trets característics d'exemples produïts des del s. III aC fins al s. I dC. La forma radial al centre del timpà, un motiu distintiu dels tambors đông soŉ, està rodejat de fileres de cercles concèntrics i línies entrellaçades. Aquests dissenys es repeteixen als costats superiors i just a sobre la base. Al centre apareixen quatre escenes estilitzades mostrant guerrers. Es tenen notícies de molts tambors de bronze del període đông soŉ al sud i sud-oest de la Xina, Burma, Tailàndia, Laos i Indonèsia.
A Vietnam, es van descobrir al voltant de 140 tambors en molts llocs al llarg de tot el territori des de les terres altes del nord fins a les planes del sud i també en zones més allunyades com l'illa de Phu Quoc, al golf de Tailàndia.